# Stan chemiczny wód
Stan chemiczny wód – pojęcie z zakresu prawa wodnego służące do klasyfikacji jakości wód zarówno powierzchniowych, jak i podziemnych.
Pojęcie stan chemiczny występuje w Ramowej dyrektywie wodnej (RDW), jednak nie jest w niej zdefiniowane. Zdefiniowany jest natomiast dobry stan chemiczny wód, a więc taki stan chemiczny wód, którego osiągnięcie jest konieczne do osiągnięcia celów środowiskowych wód. W praktyce oznacza to, że stężenia substancji zanieczyszczających wymienionych w załącznikach lub aktach wykonawczych do dyrektywy są poniżej ich środowiskowych norm jakości. Stężenia te mogą być określane bezpośrednio w wodzie lub w innych matrycach środowiska – osadach lub tkankach organizmów wodnych. Substancje zanieczyszczające mające wpływ na ocenę stanu chemicznego wód to m.in. substancje priorytetowe w dziedzinie polityki wodnej. Natomiast znaczna część parametrów fizycznochemicznych wód (stężenie biogenów, odczyn i in.) nie służy ocenie ich stanu chemicznego, lecz stanu ekologicznego. Zasolenie jest elementem oceny stanu ekologicznego wód powierzchniowych, a stanu chemicznego wód podziemnych.
Stan wód (ogólny) powierzchniowych determinowany jest przez stan chemiczny i ekologiczny, a wód podziemnych przez stan chemiczny i ilościowy. Zgodnie z zasadą najgorszy decyduje, wystarczy by jeden z tych stanów był poniżej dobrego, aby stan wód był oceniony jako zły.
W celu wypracowania wspólnych dla wszystkich krajów, które przyjęły RDW, metod monitoringu i oceny stanu chemicznego, w ramach Wspólnej Strategii Wdrażania RDW (WFD CIS) przy Komisji Europejskiej powołano grupę roboczą „Chemicals”. Monitoring stanu chemicznego wód powierzchniowych jest oparty na wydanym w ramach CIS przewodniku nr 19 mającym status dokumentu technicznego Wspólnot europejskich.
W 2013 roku na obszarze Polski oceniono stan chemiczny 669 jednolitych części wód rzecznych. Wśród nich 442 jcw miały dobry stan chemiczny, przy czym na obszarze dorzecza Wisły to było 317 jcw (przy 103 jcw o stanie chemicznym poniżej dobrego), na obszarze dorzecza Odry 108 jcw (przy 118 jcw o stanie chemicznym poniżej dobrego), a na obszarze pozostałych obszarów dorzeczy 17 jcw (przy 6 jcw o stanie chemicznym poniżej dobrego). W tym samym czasie oceniono stan chemiczny 192 jezior, z których tylko jedno na obszarze dorzecza Wisły nie osiągnęło stanu dobrego, a w przypadku obszaru dorzecza Odry dotyczyło to 34 jezior. W wodach jeziornych w większości przypadków przekroczone były normy dla WWA, podczas gdy przekroczenia rtęci, kadmu lub ich związków były znacznie rzadsze.